# Chlorophorus adlbaueri
Chlorophorus adlbaueri är en skalbaggsart som beskrevs av Dauber 2002. Chlorophorus adlbaueri ingår i släktet Chlorophorus och familjen långhorningar. Inga underarter finns listade i Catalogue of Life.